# アンヌ・ド・ラ・トゥール・ドーヴェルニュ
アンヌ・ド・ラ・トゥール・ドーヴェルニュ（Anne de La Tour d'Auvergne, 1496年 - 1524年）は、フランスの貴族女性。オーヴェルニュ女伯およびロラゲ女伯（1501年 - 1524年）。スコットランド貴族（王族）の第2代オールバニ公爵ジョン・ステュアートの妻となった。

## 生涯
オーヴェルニュ伯ジャン3世とその妻でヴァンドーム伯ジャン8世の娘であるジャンヌ・ド・ブルボンの間の長女として生まれた。両親に男子の世継ぎがないことから、1501年に幼くして伯爵家を継いだ。1505年7月13日、当時はフランスで亡命生活を送っていたオールバニ公ジョンと結婚した。公爵夫妻は従兄妹同士で、ジョンは1514年にスコットランド王国摂政に就任した。アンヌは夫との間に子供を儲けずに死去したため、妹マドレーヌの一人娘カトリーヌ・ド・メディシスがオーヴェルニュ伯領を相続した。